# 辛丙秘苑
《辛丙秘苑》，是中華民國初期的「小報之王」所發掘出來的獨家新聞，由袁世凱次子袁克文所寫，於1919年成書，有10萬字。
上海《晶報》於1920年10月15日開始連載，書中記載了1911年至1915年中華民國一些重大政治事件的內幕。